# Pigmalione (Shaw)
Pigmalione (Pygmalion) è una commedia di George Bernard Shaw ispirata al mito di Pigmalione come tramandato da Ovidio. Racconta la storia di Henry Higgins, professore di fonetica (basato sulla figura del fonetista Henry Sweet), che scommette con l'amico colonnello Pickering di poter trasformare la popolana fioraia Eliza Doolittle in una raffinata donna della buona società insegnandole semplicemente l'etichetta e l'accento usato nelle classi più elevate. Higgins e Doolittle si avvicinano l'uno all'altro, ma alla fine lei rifiuta i suoi modi dispotici e annuncia che sposerà Freddy Eynsford-Hill, un gentiluomo nobile, ma povero.
Shaw scrisse la parte principale per Mrs. Patrick Campbell (anche se solo quarantanovenne era considerata da alcuni troppo vecchia per il ruolo, dato che Eliza è rappresentata come una ragazza). A causa di ritardi nell'allestimento della produzione londinese e del coinvolgimento della Campbell in un incidente stradale, la prima rappresentazione in inglese non ebbe luogo che qualche tempo dopo la "prima" nel teatro Hofburg di Vienna, il 16 ottobre del 1913; per l'occasione venne rappresentato un adattamento in lingua tedesca preparato dallo stesso Shaw. Fu invece l'11 aprile del 1914 che, presso lo His Majesty's Theatre di Londra, venne rappresentata per la prima volta, sotto la direzione dello stesso autore, la versione in lingua inglese, con Mrs. Patrick Campbell nel ruolo di Eliza e Sir Herbert Beerbohm Tree in quello di Henry Higgins.

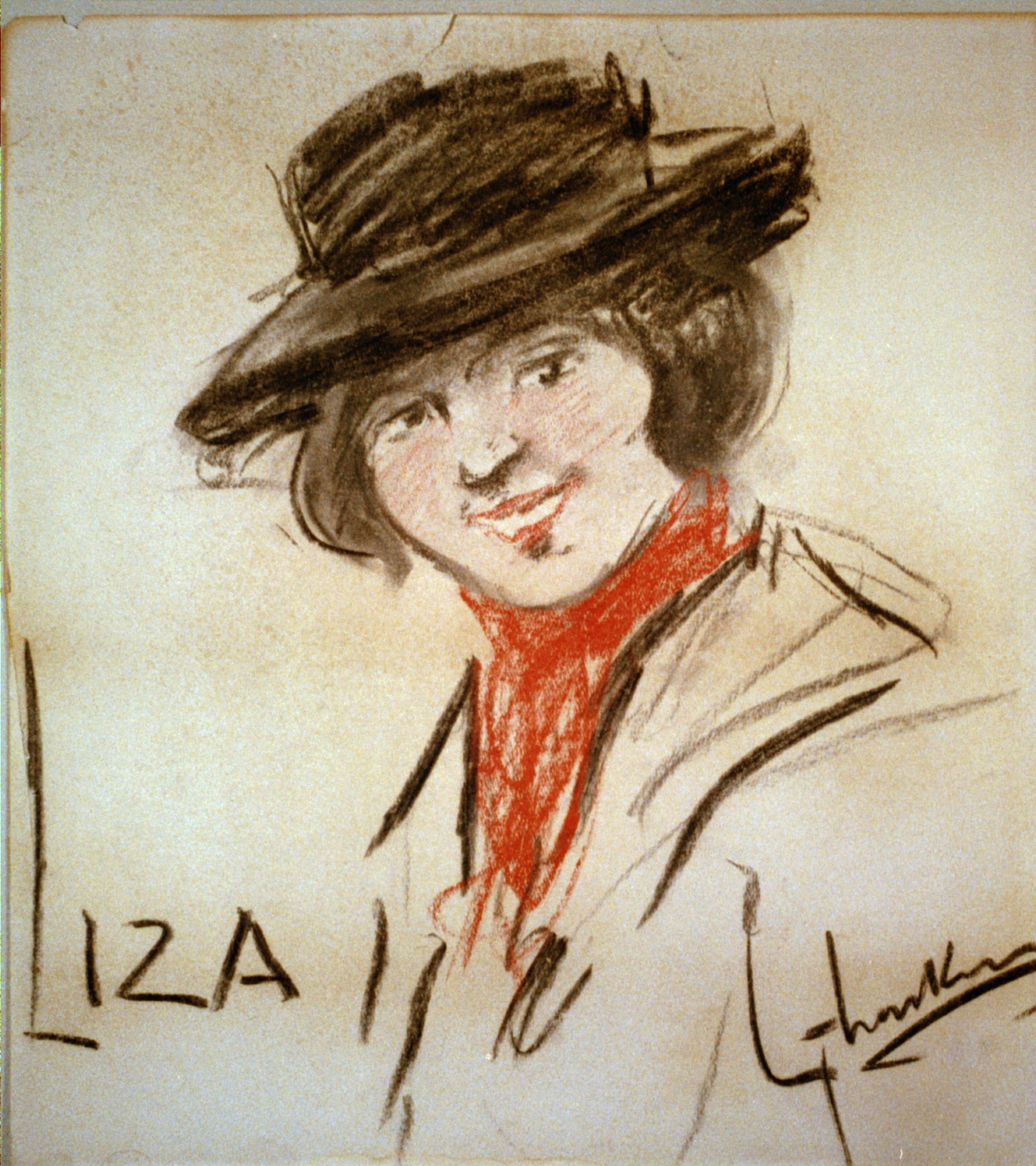
Eliza Doolittle disegnata da George Luks 1908

## Trama

### Atto primo
Covent Garden, ore 23:00. Alcune persone si stanno riparando dalla pioggia; tra queste, anche la famiglia Eynsford-Hill, sciocca e arrivista, rappresentata dalla giovane Clara e dalla madre. Il fratello Freddy invece entra in scena senza aver trovato un taxi che li riporti a casa; il suo è un personaggio debole e incapace: la sorella si comporta prepotentemente nei suoi confronti, e le piace farlo apparire ridicolo. Non appena si allontana di nuovo in cerca di un taxi, si scontra con una fioraia, Eliza; i fiori di cui ha bisogno per sopravvivere cadono nel fango di Covent Garden, per venir raccolti poco dopo da un gentiluomo, il colonnello Pickering. Mentre Eliza prova a vendere i suoi fiori al colonnello, un passante la informa che un uomo sta prendendo nota di tutto quello che dice; il personaggio in questione è il professor Henry Higgins. Non appena Higgins rivela alle persone dove sono nate (cosa che crea stupore e irritazione), scoppia una zuffa: ad esempio, un passante particolarmente sarcastico lo accusa di provenire da un manicomio, lo Hanwell Insane Asylum.
Gradualmente diventa evidente che sia Higgins che Pickering si interessano di fonetica; scoprono inoltre che entrambi avevano già intenzione di incontrarsi. Higgins dice a Pickering di poter trasformare una fioraia in una duchessa; queste parole da smargiasso destano l'interesse di Eliza, che vorrebbe migliorare la propria condizione (anche se per lei questo significa semplicemente lavorare come commessa nel negozio di una fiorista). Alla fine dell'atto, Freddy torna dopo aver trovato un taxi, per scoprire invece che sia la madre, sia la sorella se ne sono andate, lasciandolo solo con la sua vettura appena rintracciata. La furba Eliza decide di prenderlo al posto suo, lasciando Freddy con un palmo di naso.

### Atto secondo
Laboratorio di Higgins, il giorno dopo. Appena Higgins finisce di mostrare a Pickering i propri strumenti di lavoro, la governante, Mrs Pearce, annuncia che una giovane ragazza vuole incontrarlo; viene fatta salire e, con suo disappunto, è Eliza. Higgins non è interessato a lei, ma la ragazza afferma di voler pagare per ricevere lezioni che la possano far parlare come la commessa di un negozio di fiori. Il professore sostiene di poterla trasformare in una duchessa; a partire da queste parole, Pickering gli lancia una sfida, e dice che pagherà lui le lezioni della ragazza, dopodiché Eliza viene accompagnata via dalla stanza affinché faccia un bagno.
Mrs Pearce dice ad Higgins come comportarsi in presenza della ragazza: deve smettere di imprecare e migliorare il proprio modo di stare a tavola; il professore poi non riesce a capire come mai Eliza si senta maltrattata da lui. In seguito giunge Alfred Doolittle, il padre di Eliza, col solo obiettivo di estorcere denaro ad Higgins; non è per niente interessato alla figlia come padre. Si considera come un "povero inutile", e intende continuare ad esserlo. Ha un'eccentrica visione della vita, determinata dalla sua intelligenza, ma anche dalla sua mancanza d'istruzione. È anche aggressivo: quando Eliza, al suo ritorno, gli fa una linguaccia, vorrebbe picchiarla, ma è bloccato da Pickering. La scena si conclude con Higgins che dice a Pickering come il lavoro che si trovano tra le mani sia veramente difficile.

### Atto terzo
Salotto di Mrs Higgins. Higgins dice alla madre che ha con sé una giovane ragazza comune alla quale ha dato lezioni; ma la donna non è molto impressionata dal tentativo del figlio di ottenere la sua approvazione, perché quello è il suo "giorno delle visite", nel quale deve intrattenere gli ospiti; in questo caso, si tratta degli Eynsford-Hill. Al loro arrivo, Higgins si comporta da maleducato. Arriva poi Eliza e subito partecipa alla conversazione sul tempo e sulla sua famiglia. L'umorismo deriva dalla conoscenza che gli spettatori hanno di Eliza, della quale invece gli Eynsford-Hill non sanno niente. Quando sta per andarsene, Freddy Eynsford-Hill le chiede se ha intenzione di camminare nel parco, domanda alla quale risponde: "Camminare! Certamente no..." (nel testo originale: Walk! Not bloody likely...: è la più famosa battuta della commedia). Dopo che lei e gli Eynsford-Hill se ne vanno, Higgins chiede alla madre il suo parere. Mrs Higgins dice che la ragazza è impresentabile, ed è molto preoccupata per quello che le accadrà; ma né Higgins né Pickering la capiscono, e se ne vanno fiduciosi ed eccitati per l'ascesa sociale di Eliza. Ciò fa esasperare Mrs Higgins, che dice: "Uomini! Uomini!! Uomini!!!". È certo un lavoro molto difficile, ma è anche vero che i due sono immersi in questa scommessa!

### Atto quarto
Laboratorio di Higgins. È mezzanotte, e Higgins, Pickering ed Eliza sono tornati da un ballo. Il colonnello si congratula col professore per aver vinto la scommessa. Quando vanno a dormire, Higgins chiede dove siano le sue pantofole, e mentre torna nella sua stanza Eliza gliele lancia addosso. Il resto della scena si occupa della ragazza, che non sa cosa farà nella vita, e di Higgins, che non capisce appieno i suoi problemi. Il professore dice che si potrebbe sposare, ma Eliza crede che con queste parole Higgins stia esprimendo l'intenzione di venderla come prostituta. "Eravamo al di sopra di quello, all'angolo di Tottenham Court Road". Infine lei restituisce i suoi gioielli a Higgins, come se stesse tagliando i suoi legami con Higgins.

### Atto quinto
Salotto di Mrs Higgins. Higgins e Pickering, hanno scoperto che Eliza se n'è andata piantandoli in asso, sono sconvolti. Doolittle, ritorna, vestito stavolta con un abito da sposo e trasformato in un membro di quel ceto medio nel quale si sente "intimato". La scena si conclude con un altro confronto tra Higgins ed Eliza, che fondamentalmente è una ripetizione dell'atto precedente. La commedia termina con tutti i personaggi che se ne vanno per assistere al matrimonio di Doolittle, e Higgins viene lasciato da solo.

### Conclusione
Nonostante il forte rapporto, nella parte centrale, tra Eliza e Henry, la versione originale del Pigmalione si conclude con lei che parte per sposare l'appassionato giovane Freddy Eynsford-Hill. Shaw, infastidito dalla tendenza degli spettatori, degli attori e anche dei direttori a cercare "romantiche" reinterpretazioni della sua conclusione, in seguito scrisse un saggio da includere nelle successive edizioni, nel quale spiegava precisamente perché fosse impossibile che la storia terminasse col matrimonio tra Higgins ed Eliza. Per Higgins infatti, lei è solo un esperimento, e anche se ormai si è affezionato a lei, non può permettersi di ammetterlo a sé stesso. Per questo motivo Eliza sposerà Freddy e non Higgins.
Alcuni successivi adattamenti hanno cambiato questo finale. Nonostante la sua iniziale insistenza affinché la conclusione originale rimanesse intatta, Shaw diede al film del 1938 una fine più ambigua: invece di sposare Freddy, Eliza apparentemente si riconcilia con Henry nella scena finale, lasciando aperta la possibilità di un loro matrimonio. Il musical "My fair lady" e la sua versione cinematografica del 1964 hanno similmente conclusioni felici.

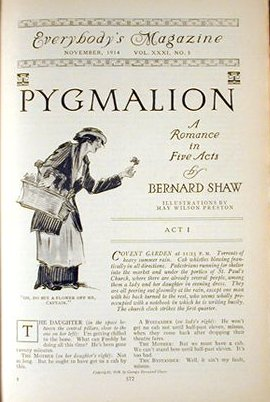
Prima stampa seriale americana del Pigmalione

## Adattamenti
La commedia ha avuto diversi adattamenti:
- Pigmalione (1938), una trasposizione cinematografica curata dallo stesso Shaw.
- My fair lady (1956), il famoso musical di Broadway, curato da Lerner e Loewe e basato sul film del 1938.
- My fair lady (1964), versione cinematografica del musical con Audrey Hepburn e Rex Harrison.
- Kiss Me (She's All That) (1999), film che rivisita il Pigmalione.